# 紹斯韋爾
紹斯韋爾（英語：Southwell）是英格蘭諾丁漢郡的一個城市，以紹斯韋爾大教堂而聞名，人口約有6,900人。

## 友好城市
- 法國 塞镇